# Страховий інтерес
Страховий інтерес — матеріальна зацікавленість у страхуванні об'єктів, до яких страхувальник має стосунок як власник, орендатор, перевізник і т. ін. Включає майно і все те, що може бути предметом заподіяння матеріального збитку (шкоди) страхувальникові або в зв'язку з чим може виникнути відповідальність страховика перед третіми особами.